# Agalychnis lemur
Agalychnis lemur es una especie de anfibios anuro perteneciente a la familia Hylidae. Se distribuye desde Costa Rica hasta Panamá y en la zona fronteriza de Colombia.
Sus hábitats naturales incluyen bosques tropicales o subtropicales húmedos y a baja o moderada altitud, montanos secos, ríos, marismas de agua dulce y corrientes intermitentes de agua. Es de hábitos nocturnos.
Está amenazada de extinción por la destrucción de su hábitat natural y la quitridiomicosis.